# Wang Tao (calciatore 1967)
Wang Tao (王涛S, Wáng TāoP; Dalian, 9 aprile 1967) è un ex calciatore cinese, di ruolo centrocampista.